# アロナ・タル
アロナ・タル（英語: Alona Tal、(ヘブライ語: אלונה טל、IPA: [aˈlona ˈtal]、1983年10月20日生）はイスラエル人女優兼歌手。『ヴェロニカ・マーズ』のチアリーダーのメグ・マニング役、『スーパーナチュラル』の若手ハンターのジョー・ハーベル役および『SEAL Team/シール・チーム』の大学院生ステラ・バクスター役で知られている。

## 生い立ち
タルはイスラエルのヘルツリーヤで生まれ育った。父親のアミ・タル（Ami）はセファルディム（トルコ系ユダヤ人）の子孫のコンピューター専門家で、元々の姓はミツラヒ（ Mizrahi）である。母親のアヤラ（Ayala、旧姓Sabat）はアシュケナジム（ポーランド系ユダヤ人）の子孫の法律家である。両親はともにイスラエル生まれである。両親はタルが9歳の時に離婚した。2人の姉妹と、父親のその後関係に由来する2人の異母妹がいる。イスラエルのギヴァタイムのテルマ・イェリン高校に通学し、演劇を先行した。タルはユダヤ人であり、自身を「神秘的な人物」と位置付けている。イスラエル国防軍の軍劇場で勤務した。

## キャリア
タルはキャリアを軍務中に、子供向けのミュージックビデオで悪い魔女を演じて開始した。その後、洗濯洗剤の広告に出演し、イスラエル映画 Lihiyot Kochav（スターになる）に主演した。
この映画の撮影中に、別々の2本のイスラエルのテレビ番組から出演のオファーを受け、両方に出演した。1本目はホテルを経営する家族の生活を描いた Tzimerim と題するソープオペラで、2本目は HaPijamot と言う現実の世界で成功しようと苦闘するバンドについてのシットコムだった。最初の3シーズン出演し、その後はゲストスターとして自身の音楽的才能を披露する機会を得た。最初の3シーズンでは主要登場人物として出演したが、第4シーズンでは数エピソードに出演した。
タルはスカイラー・グレイの"Final Warning"のムージックビデオにも出演した。
タルはニューヨークに移り、ここで歌手のワイクリフ・ジョンと知り合って一緒に曲を録音した（"Party to Damascus" の曲中ではタルがヘブライ語でコーラスを歌っている）。
『ヴェロニカ・マーズ』ではヴェロニカの数少ない友人の一人であるメグ・マニング役を得た。また、『スーパーナチュラル』ではリカーリングキャラクターのジョー・ハーヴェルとして第2、第5および第7シーズンに出演した。『名探偵モンク』では主役エンドリアン・モンクの養子であるモリー・エヴァンズ役で最終シーズンにゲスト出演した。2010年に、ビデオゲーム『Halo:Reach』のキャット - S-320の声優を担当した。2013年、ミステリードラマ『カルト』に出演した。『バーン・ノーティス 元スパイの逆襲』の第7および最終シーズンでソーニャ役を演じた。
2020年11月、『真相 - Truth Be Told』の第2シーズンでアイヴィー役に起用された。

## 私生活
2005年3月23日にアメリカ人俳優マルコス・フェラーズと結婚した。2016年10月23日に、『スーパーナチュラル』の記者会見で第一子の妊娠を発表した。2017年1月29日にベビーシャワーで妊娠を祝福された。この時にはイスラエル人女優仲間のガル・ガドットおよびノア・ティシュビーが出席した。2017年3月に娘を出産した。

## 出演作

### 映画
| 年     | 題名                                   | 役名             | 備考                                              |
| ------ | -------------------------------------- | ---------------- | ------------------------------------------------- |
| 2002年 | Pim Pam Po In the Magic Castle         | Shusha the Witch | イスラエル制作；原題：Pim Pam Po BeArmon HaKsamim |
| 2003年 | To Be a Star                           | Lilach           | イスラエル制作；原題：Lihiyot Kochav              |
| 2007年 | Taking 5                               | Devon Thompson   |                                                   |
| 2007年 | 『奪還2.0』                            | エリー・バーク   | ビデオ映画                                        |
| 2008年 | College                                | Gina Hedlund     |                                                   |
| 2010年 | Undocumented                           | Liz              |                                                   |
| 2010年 | 『カラミティ』                         | アシュリー       |                                                   |
| 2013年 | 『ブロークンシティ』                   | ケイティ         |                                                   |
| 2014年 | Rescuing Madison                       | Madison          |                                                   |
| 2015   | Night of the Living Dead: Darkest Dawn | Helen Cooper     | Voice role                                        |
| 2016   | Opening Night                          | Chloe            |                                                   |
| 2016   | Do You Take This Man                   | Emma             |                                                   |
| 2019   | 『紅海リゾート -奇跡の救出計画-』      | Sarah Levinson   | uncredited                                        |
| 2019   | NYPD Blue                              | Nicole Lazarus   |                                                   |
| 2020   | Famous Adjacent                        | Monroe           |                                                   |

### テレビ
| 年                            | 題名                                              | 役名                     | 備考                                                    |
| ----------------------------- | ------------------------------------------------- | ------------------------ | ------------------------------------------------------- |
| 2003年                        | Tzimerim                                          | Maya                     | イスラエルのドラマ                                      |
| 2003年–2004年、2006年         | HaPijamot                                         | Alona Tal                | イスラエルのドラマ；主役（第1-第3シーズン）             |
| 2004年–2005年                 | 『ヴェロニカ・マーズ』                            | メグ・マニング           | リカーリング；10エピソード                              |
| 2005年                        | 『CSI:科学捜査班』                                | タリー・ジョーダン       | 「夢の途中」                                            |
| 2006年                        | 『コールドケース 迷宮事件簿』                     | サリー（1988年）         | 「8年」                                                 |
| 2006年                        | 7th Heaven                                        | Simon's Mystery Friend   | Episode: "Highway to Cell"                              |
| 2006年                        | 『マダム・プレジデント 星条旗をまとった女神』     | コートニー・ウィンタース | Episode: "State of the Unions"                          |
| 2006年                        | Split Decision                                    | Bex Christensen          | テレビ映画                                              |
| 2006年–2007年、2009年、2011年 | 『スーパーナチュラル』                            | ジョー・ハーヴェル       | リカーリング；7エピソード                               |
| 2007年                        | Frangela                                          | Sara                     | テレビ映画                                              |
| 2007年                        | Cane                                              | Rebecca King Vega        | 主役                                                    |
| 2008年                        | 『ザ・クリーナー 消された殺人』                   | ジャッキー・ケンプ       | Episode: "Rag Dolls"                                    |
| 2008年                        | 『ゴースト 〜天国からのささやき』                 | フィオナ・レイン         | 「新たな霊能者」                                        |
| 2009年                        | 『メンタリスト』                                  | ナタリー                 | 「深紅の情熱」                                          |
| 2009年                        | 『ナイトライダーNEXT』                            | ジュリー・ネルソン       | 「ナイト・アンド・シティ」                              |
| 2009年                        | 『パーティー・ダウン ケータリングはいつも大騒ぎ』 | ヘザー                   | Episode: "California College Conservative Union Caucus" |
| 2009年                        | 『名探偵モンク』                                  | モリー・エヴァンズ       | 「トゥルーディの真実（後編）」                          |
| 2010年                        | Independent Lens                                  | Hannah Senesh            | 声の出演; episode: "Blessed Is the Match"               |
| 2010年                        | 『ライ・トゥ・ミー 嘘は真実を語る』               | ベッキー・ターリー       | 「英雄の正体」                                          |
| 2010年                        | 『レバレッジ 〜詐欺師たちの流儀』                 | ケイ・リン・ゴールド     | 「カントリー歌手の夢」                                  |
| 2010年                        | 『ディフェンダーズ 闘う弁護士』                   | アシュリー               | Episode: "Nevada v. Carter"                             |
| 2011年                        | 『プリティ・リトル・ライアーズ』                  | シモーヌ                 | 「いけない願いごと」                                    |
| 2011年                        | Prime Minister's Children                         | Libi Agmon               | 主役                                                    |
| 2011年                        | 『THE KILLING〜闇に眠る美少女〜』                 | Aleena Drizocki          | Episode: "Beau Soleil"                                  |
| 2011年                        | Against the Wall                                  | Nicki                    | Episodes: "Baby, Did a Bad Thing", "Lean on Me or Die"  |
| 2011年                        | Three Inches                                      | Lily Thereoux            | テレビ映画                                              |
| 2012年                        | Powers                                            | Zora                     | パイロット版テレビ映画（ネット配信のみ）                |
| 2013年                        | 『カルト』                                        | ケリー・コリンズ         | 主役                                                    |
| 2013年                        | 『バーン・ノーティス 元スパイの逆襲』             | ソーニャ                 | リカーリング；8エピソード                               |
| 2016年                        | Hostages                                          | Zohar                    | イスラエルのドラマ。主役（第2シーズン）                 |
| 2017年                        | 『ハンド・オブ・ゴッド』                          | ジョスリンハリス         | 主要登場人物                                            |
| 2019年                        | The Spy                                           | Julia Schneider          | Episode: "What's New, Buenos Aires?"                    |
| 2020年                        | 『リトル・ファイアー〜彼女たちの秘密』            | 若い頃のリンダ・マカロー | Episode: "The Uncanny"                                  |
| 2020年                        | 『Away -遠く離れて-』                             | 若い頃のミリアム         | 「少しの信仰」                                          |
| 2021年–現在                   | 『SEAL Team/シール・チーム』                      | ステラ                   | リカーリング                                            |
| 2021年                        | 『真相 - Truth Be Told』                          | アイヴィ・アボット       | 第2シーズン、リカーリング                               |
| 2024年                        | 『ロー&オーダー』                                 | デボラ                   |                                                         |
| 2024年                        | 『アレックス・クロス 〜狙われた刑事〜』           | ケイラ・クレイグ         | 8エピソード                                             |

### ビデオゲーム
| 年     | 題名           | 役名     | 備考                 |
| ------ | -------------- | -------- | -------------------- |
| 2010年 | 『Halo:Reach』 | キャット | 声の出演             |
| 2019年 | Gears 5        | キャット | 声の出演；ゲスト出演 |